# Hôtel Baker
 (août 2016).
Si vous disposez d'ouvrages ou d'articles de référence ou si vous connaissez des sites web de qualité traitant du thème abordé ici, merci de compléter l'article en donnant les références utiles à sa vérifiabilité et en les liant à la section « Notes et références ».

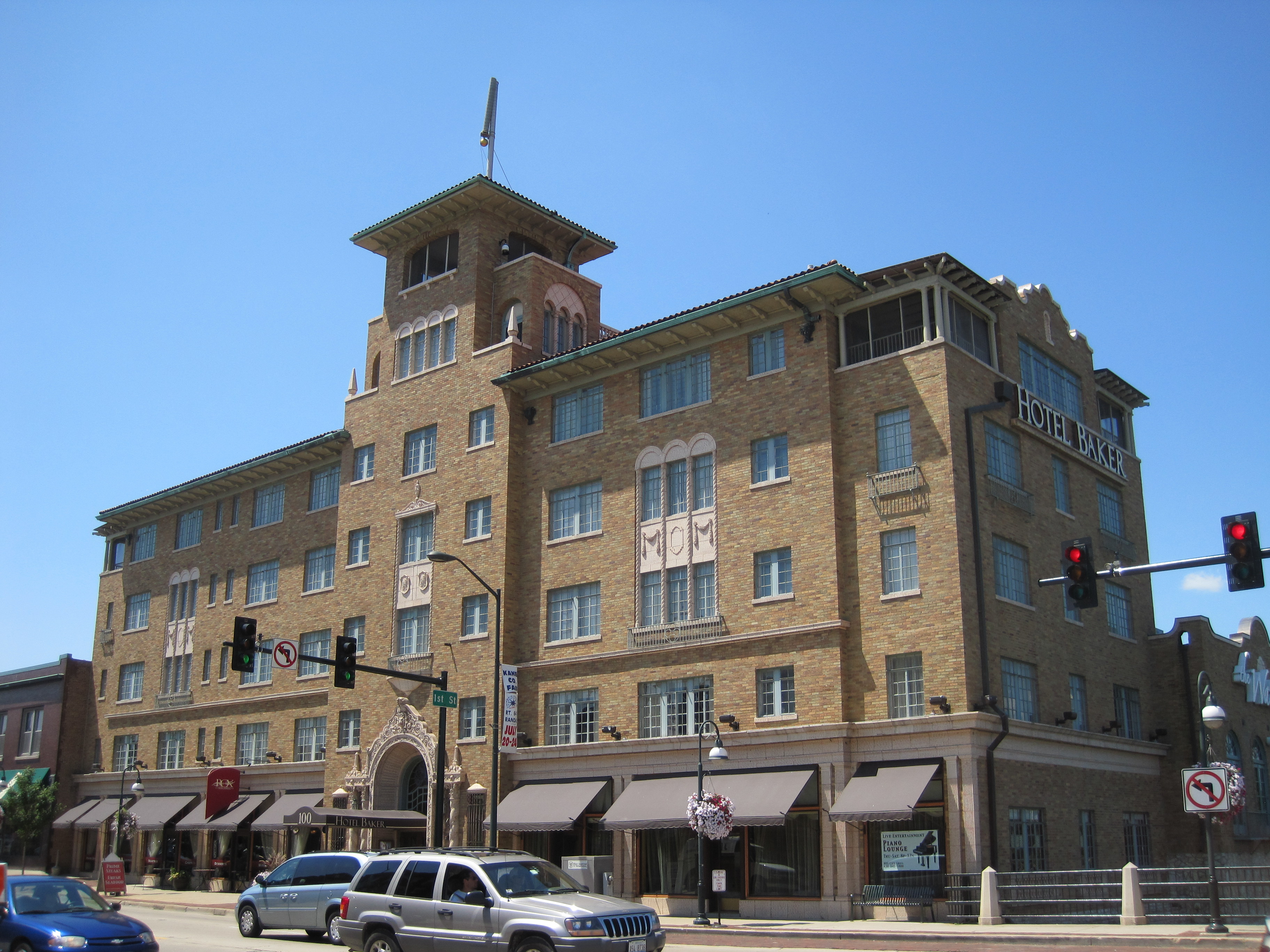

L’hôtel Baker est un site historique de Saint-Charles, en Illinois. Il est inscrit sur le Registre national des lieux historiques et a été dans et hors du milieu hôtelier depuis 1928.

## Histoire
C’est en 1926 que commence le chantier sur un site d'une décharge au niveau du pont de Main Street. Edward J. Baker imaginait un hôtel de luxe, un centre de villégiature et d'évasion pour la communauté de Saint-Charles, et une icône dans le monde pour les grandes choses qui s’y passeraient.
L'hôtel Baker fut construit sur le site de l'ancien moulin Haines, qui avait été détruit par un incendie en 1919 et utilisé par la suite comme décharge pendant sept ans. Le colonel Baker pensait fermement qu'une décharge ne devait pas être le centre d’attention de sa ville natale, alors il acheta le terrain et la construction commença sur ce qui devait être « le meilleur petit hôtel du monde »[réf. nécessaire].
L'hôtel Baker a été construit avec sa propre installation d'exploitation hydroélectrique, la toute première piste de danse éclairée du genre; il se vantait[Où ?] d’avoir le « système téléphonique le plus moderne du pays »; il y avait une station de radio établie à partir de la tour de l'hôtel (qui existe aujourd'hui sous le nom de Penthouse Suite); l'hôtel avait son propre garage et le jardin de roses à l'origine s’étendait plus loin, avec un green et un étang de pêche. Le garage a été démoli dans les années 1970, et remplacé par Carroll Tower (un centre de vie assistée).
L'hôtel ouvrit ses portes au public le 2 juin 1928, en organisant un dîner pour 301 convives. Le colonel Baker permettait des visites, et les chambres coûtaient 2,50 $ par nuit. Chaque chambre avait sa propre salle de bains et le cinquième étage était entièrement réservé aux appartements privés, le plus luxueux desquels comportait des patios ouverts.
Le colonel Baker se considérait « d'abord et avant tout un agriculteur » et acheta quatre fermes dans les environs de Saint-Charles – bien qu’il ne travaillait pas la terre lui-même - il les loua et recueillit un bénéfice sur les produits vendus, principalement les produits laitiers, les œufs, le bétail et le porc - qui étaient fournis à l'hôtel Baker pour une fraîcheur garantie dans ses cuisines. 
La Rainbow Room, la plus célèbre caractéristique de l'hôtel, était à l'origine le restaurant et la salle de bal de l'Hôtel. Des artistes comme Louis Armstrong, Lawrence Welk, Tommy Dorsey, Guy Lombardo et Eddie Duchin se produisirent à l'hôtel Baker sur la piste de danse aux 2 620 lumières rouges, vertes, bleues, et orange à motifs atteignant 63 000 watts de puissance. 
Pour occuper son temps libre et utiliser sa nouvelle richesse, le colonel Baker commença à porter un grand intérêt aux courses de chevaux, en créant trois fermes de chevaux après avoir acheté son trotter prisé Greyhound comme yearling en 1933. Greyhound remporta dix-sept records internationaux au cours de sa carrière de course. Le colonel Baker reçut son titre de Kentucky Colonel en 1935, honoré dans le cadre du Commonwealth du Kentucky par le gouverneur Ruby Laffoon en reconnaissance de ses succès avec Greyhound et dans sa nouvelle activité, l'élevage de chevaux.
Le salon de l'hôtel est devenu connu comme la salle des trophées car Baker y exposait son grand nombre de trophées de course au fur et à mesure que ses trotteurs lui apportaient de plus en plus de gloire. Des peintures de Greyhound furent commandées - et accrochées aux murs de l'hôtel aux côtés des portraits de Baker et sa famille peints par Paul Trebilcock. 
Pendant ses 31 premières années d'activité, l'hôtel Baker n'eut jamais à faire de profit. Tant que le colonel Baker était en vie et son intérêt subsista, il continua de consacrer sa vie à faire fonctionner l'Hôtel et fournir le financement pour tous ses produits de luxe au prix bon marché auquel il les vendait.
Baker mourut en 1959, de causes naturelles, à l'âge de 90 ans. Dans son testament, il légua l'hôtel au manager de l’époque Bud Ziegler. Ziegler ne pouvait se permettre de faire fonctionner l'Hôtel et chercha à prendre sa retraite, et il vendit ainsi l'hôtel à la nièce de Baker, Dellora Norris, figure mondaine de Saint-Charles .
Norris exploita l'hôtel jusqu'en 1968, date à laquelle elle fit don de la propriété du bâtiment aux Services sociaux luthériens de l'Illinois. À cette époque l'hôtel avait perdu son attrait, et Norris n'était plus intéressée par l'exploitation de l’ancien hôtel de son oncle. L'hôtel ferma pendant deux ans, son mobilier et ses accessoires furent mis au rebut ou vendus, et il fut réaménagé pour être un centre de vie assistée « pour les personnes âgées nanties. » Sa devanture de magasin, son restaurant, son bar à cocktails, et son café restèrent ouverts, et l'Hôtel commença à adopter un statut d’ espace de réception plutôt que la “destination touristique” qu’il était.
En 1996, deux hommes d'affaires de Saint-Charles, Craig Frank et Neil Johnson, achetèrent l'Hôtel et commencèrent une rénovation qui coûta 9 000 000 $. Dans l'espoir de transformer la maison de retraite fatiguée et usée en l’hôtel Baker qu’il était autrefois, Frank et Johnson ont passé deux années à nettoyer, meubler et remettre à niveau la plomberie, le chauffage, le refroidissement et l'électricité de la propriété longtemps négligée. L'hôtel se montra non-rentable, et Frank et Johnson déposèrent le bilan en 2001. L'hôtel ferma de nouveau, et remporté aux enchères en 2003 par Joe Salas.
Sous la direction de Salas l'hôtel a été radicalement reconfiguré pour un usage plus moderne. Le circuit qui apportait l'eau pour alimenter les générateurs hydroélectriques a été couvert par une extension du patio pour les repas en plein air. Les deux générateurs de 16 kilowatts ont été enlevés et vendus, la centrale hydroélectrique de l'hôtel a été supprimée et reconfigurée pour être fusionnée avec la nouvelle salle de banquet, la St. Charles Room qui occupe en plus les espaces qui étaient Turner’s Barbershop et le magasin de beauté Marinello.
Le El Coronado Lounge, bar-salon de l'hôtel, déjà renommé le Charlemagne Lounge par Frank et Johnson, a été démoli ainsi que le Horseshoe Coffee Shop de l'hôtel, et l'espace combiné a été transformé en restaurant contemporain, le ROX City Grill- qui s’inspire de la cuisine asiatique.
La salle des trophées, qui fonctionnait à l'origine comme le salon et la réception de l'hôtel, a été renommée et reconfigurée comme le «Waterfront Restaurant» pendant une brève période où elle fonctionnait en en tant que restaurant. Une petite cuisine a été construite à l’ouest de la salle, et l'orgue qui, auparavant, occupait l'espace a été enlevé et mis en stockage. Les luminaires ont été remplacés, et la fresque de plafond (auparavant un ciel de nuages simulé) a été repeint. Le Waterfront Restaurant a fermé, et l'espace a depuis été utilisé uniquement comme un espace de banquet dans le même esprit que la Rainbow Room. Salas a commencé la rénovation complète de l'hôtel ainsi que sa redécoration; le nouveau choix d'œuvres d'art et de meubles étant très contemporain, contrairement au style architectural espagnol traditionnel de l'hôtel.

## Récompenses
L'hôtel Baker est répertorié sur le Registre national des lieux historiques. Il a également aidé Saint-Charles à gagner le titre de 1er Grand Lieu dans l'Illinois et le prix Great American Main Street en 2000.